# Пржигода, Ваша
Ваша Пржи́года, Прши́года, Пшигода (чеш. Váša Příhoda; 22 августа 1900, Водняны, Чехия — 26 июля 1960, Вена) — чешский скрипач.
Сын Алоиса Пржигоды, директора музыкальной школы в пражском пригороде Нусле. Учился в Пражской консерватории (1910—1912) у Яна Маржака. В 1912 году выступил в Праге с первым сольным концертом, исполнив произведения Моцарта, Дворжака и Фибиха.
Начал концертировать по Европе с 1913 года, но из-за Первой мировой войны гастроли почти не приносили денег, так что в 1919 году отчаявшийся музыкант уже играл в миланском ресторане. Здесь его и услышал Артуро Тосканини, заявивший во всеуслышание: «И Паганини не сыграл бы лучше». Благодаря деятельной помощи великого дирижёра карьера Пржигоды пошла в гору: за последующие пять месяцев он дал в Италии 84 концерта.
В 1920 году Пржигода отправился на гастроли в Аргентину, откуда переместился в США, где его игра получила восторженные отзывы, например, Наана Франко. По возвращении в Европу Пржигода жил и работал преимущественно в Австрии, преподавал в зальцбургском Моцартеуме.
В годы Второй мировой войны он активно концертировал по Третьему рейху, в том числе до 1944 года выступал в составе так называемого Трио мастеров (Meistertrio) с виолончелистом Паулем Грюммером и пианистом Михаэлем Раухайзеном. 
Первые полтора года после окончания войны были связаны для Пржигоды с попытками защитить свою репутацию, на которой отрицательно сказались не только его творческие успехи конца 1930-х — начала 1940-х, но и то, что его первая жена, скрипачка еврейского происхождения Альма Розе, погибла в Освенциме (Пржигоду обвиняли в том, что он развёлся с ней из карьерных соображений; вторая жена его, однако, тоже была еврейкой, да и сам брак с Альмой длился с 1930 до 1935 гг., то есть распался до того, как Австрия попала в сферу действия нацистских антисемитских кампаний). К концу 1946 года обвинения и запрет на работу с Пржигоды, в основном, были сняты, и он вновь стал интенсивно концертировать, при этом жил преимущественно в Италии и Австрии и вёл в Вене преподавательскую работу.
Несмотря на тяжёлый перелом руки в 1954 году Пржигода пережил звёздный час в 1956 году во время выступления на фестивале «Пражская весна», встреченного беспрецедентными овациями. В 1958 году сделана наиболее известная запись Пржигоды — вариации Паганини «Nel cor più non mi sento» (на тему «Прекрасной мельничихи» Паизиелло).
Пржигода начинал как виртуоз романтического типа, успешно исполняя технически сложные пьесы Паганини, Джузеппе Тартини, Генриха Вильгельма Эрнста; со временем склонность скрипача к салонной музыке уступила место более серьёзному репертуару, в котором доминировали Моцарт и Бетховен.